# Sciences romaines

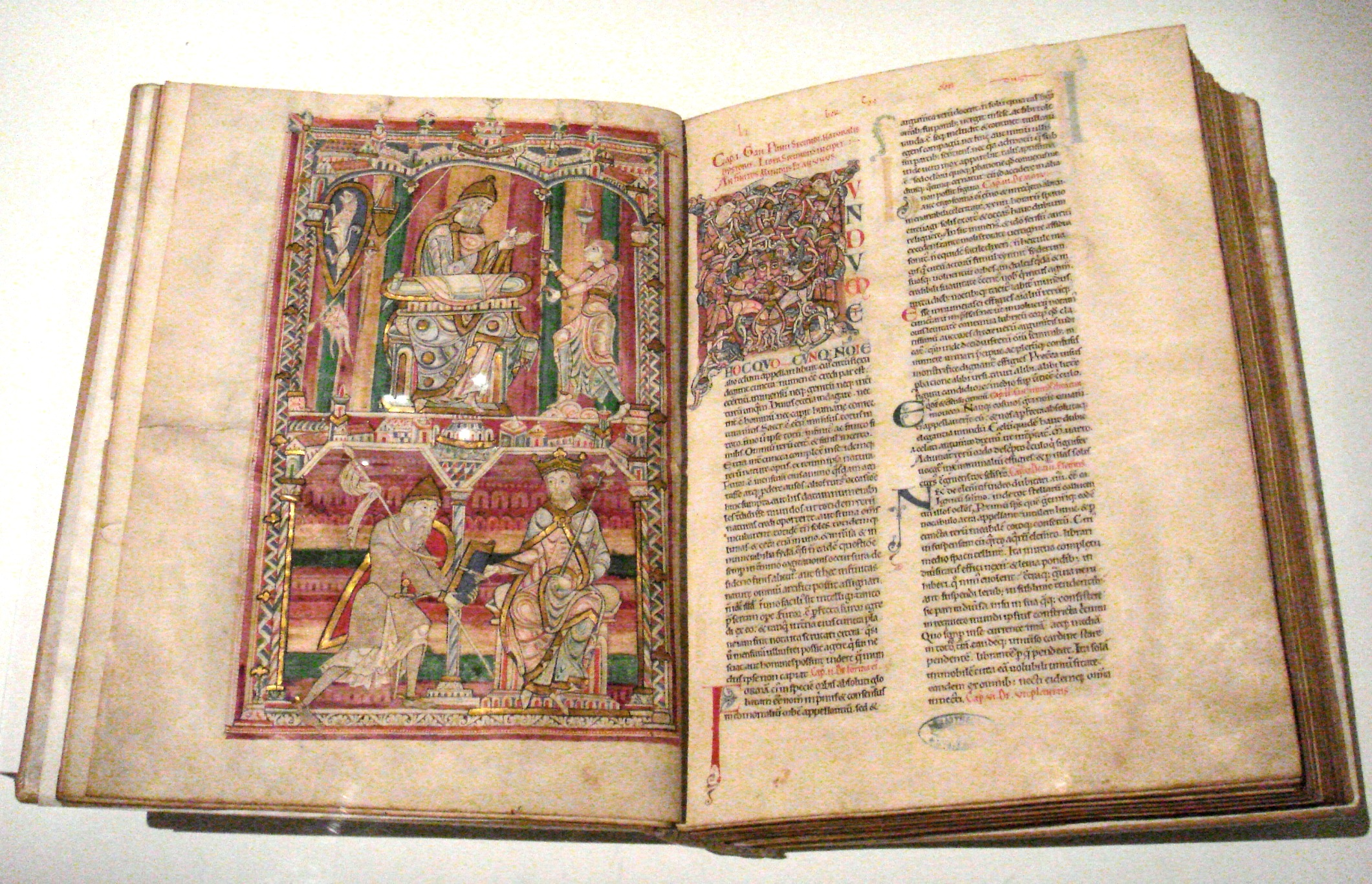
Histoire naturelle de Pline l'Ancien.

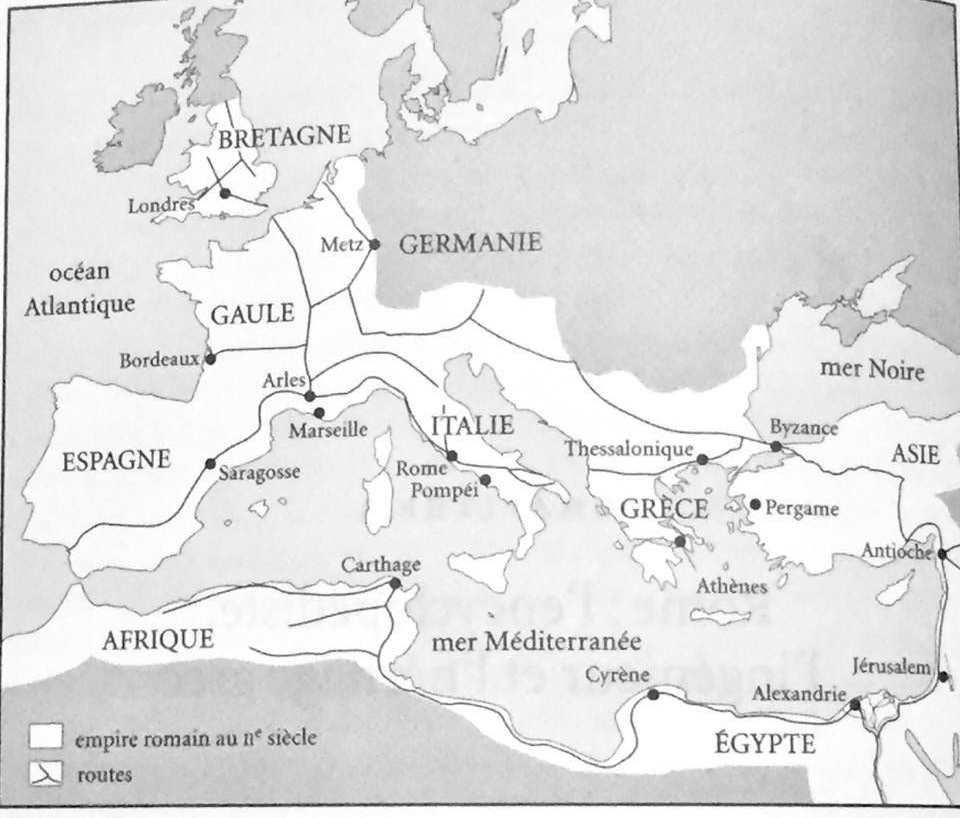
L'Empire romain à son apogée et ses principales voies de communication terrestre.

Les sciences romaines sont apparues à la suite de l'essor de la Rome antique. Elles ne sont pas issues de l'inventivité propre des Romains, mais plutôt de l'héritage grec : celui d'Athènes pour ce qui est des courants philosophiques et celui d'Alexandrie pour ce qui est des sciences.
Bien que l'époque romaine ne soit le terrain d'aucune révolution intellectuelle d'une portée comparable à celle des théories physiques des présocratiques, des philosophies athéniennes ou des principes mathématiques de la science alexandrine, quelques figures historiques, telles que Pline l'Ancien, Galien, Vitruve, Cicéron, Virgile, Tacite ou Marc Aurèle ne sont pas à négliger.
Les Romains s’avèrent novateurs dans la gestion intellectuelle et matérielle d'une société complexe. En effet, la préoccupation des Romains à gérer l'Empire, et principalement la ville de Rome, dominait à cette époque. La population ne pouvant plus vivre uniquement de la terre, du fait de la très grande taille de Rome, cela a mené cette dernière à s'approvisionner de l'extérieur. Ces problèmes de gestion ont ainsi poussé les Romains à s'orienter surtout vers le développement de techniques. De plus, l'Empire romain bénéficia des connaissances des autres peuples conquis et intégrés au sein d'un vaste territoire qui s'étendait des îles Britanniques au Moyen-Orient, en passant par la Gaule et la Germanie. Les Romains ont donc formé un savoir spécifique en métallurgie, en agriculture, dans la marine de guerre ainsi qu'en architecture, ce qui leur a donné un avantage technologique important. En revanche, l'art romain et les techniques comme l'orfèvrerie, la sculpture et bien d'autres formes d'art, sont directement hérités des techniques grecques. La pharmacopée forme également un savoir important, emprunté aux Grecs mais que les Romains ont su développer, notamment grâce au grand naturaliste Pline l'Ancien.
S'ils ne furent pas les plus brillants inventeurs de l'Antiquité, les Romains furent cependant les meilleurs ingénieurs. L'usage des techniques pour satisfaire les besoins matériels des cités et consolider leur puissance militaire était exploité plus en profondeur et à plus grande échelle.
Cependant, l'Empire romain connut de longues périodes d'instabilité qui ne favorisaient pas le développement intellectuel. En effet, la croissance et l'hétérogénéité de l'empire rendait son maintien progressivement problématique.

## Évolution des sciences

### Philosophie

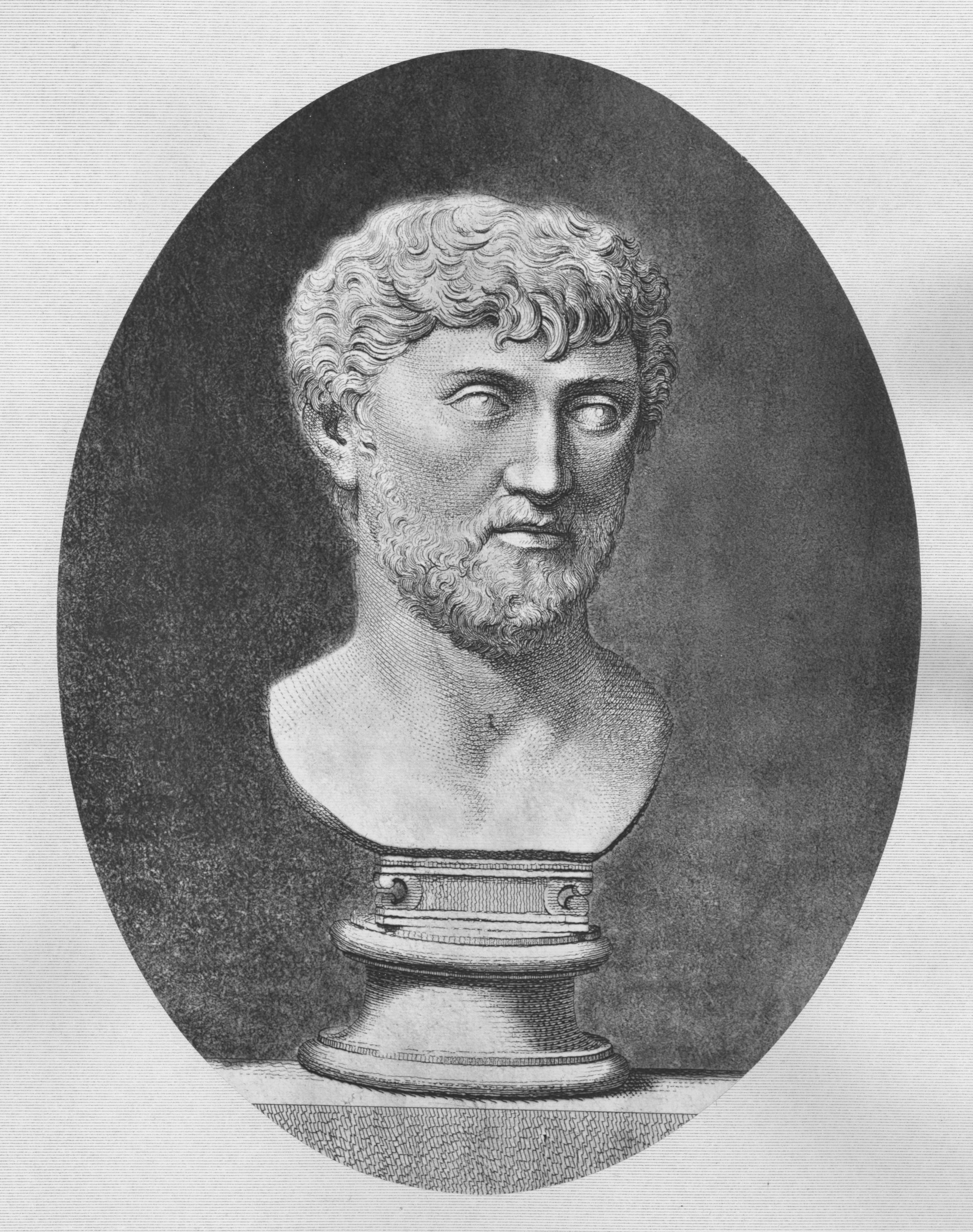
Buste de Titus Lucretius Carus, un poète et philosophe romain.

La philosophie romaine est très nettement empruntée à la philosophie grecque. En effet, cette dernière est étudiée après l'ouverture des chemins vers la Grèce et l'Asie. Cette dernière est utilisée durant l'Empire romain comme un instrument utile. En effet, les poètes, les orateurs et jurisconsultes la pratiquent pour se perfectionner dans l'art oratoire, la politique ou encore le droit et la justice. 
L'épicurisme et le stoïcisme furent les doctrines philosophiques les plus importantes dans le monde romain.

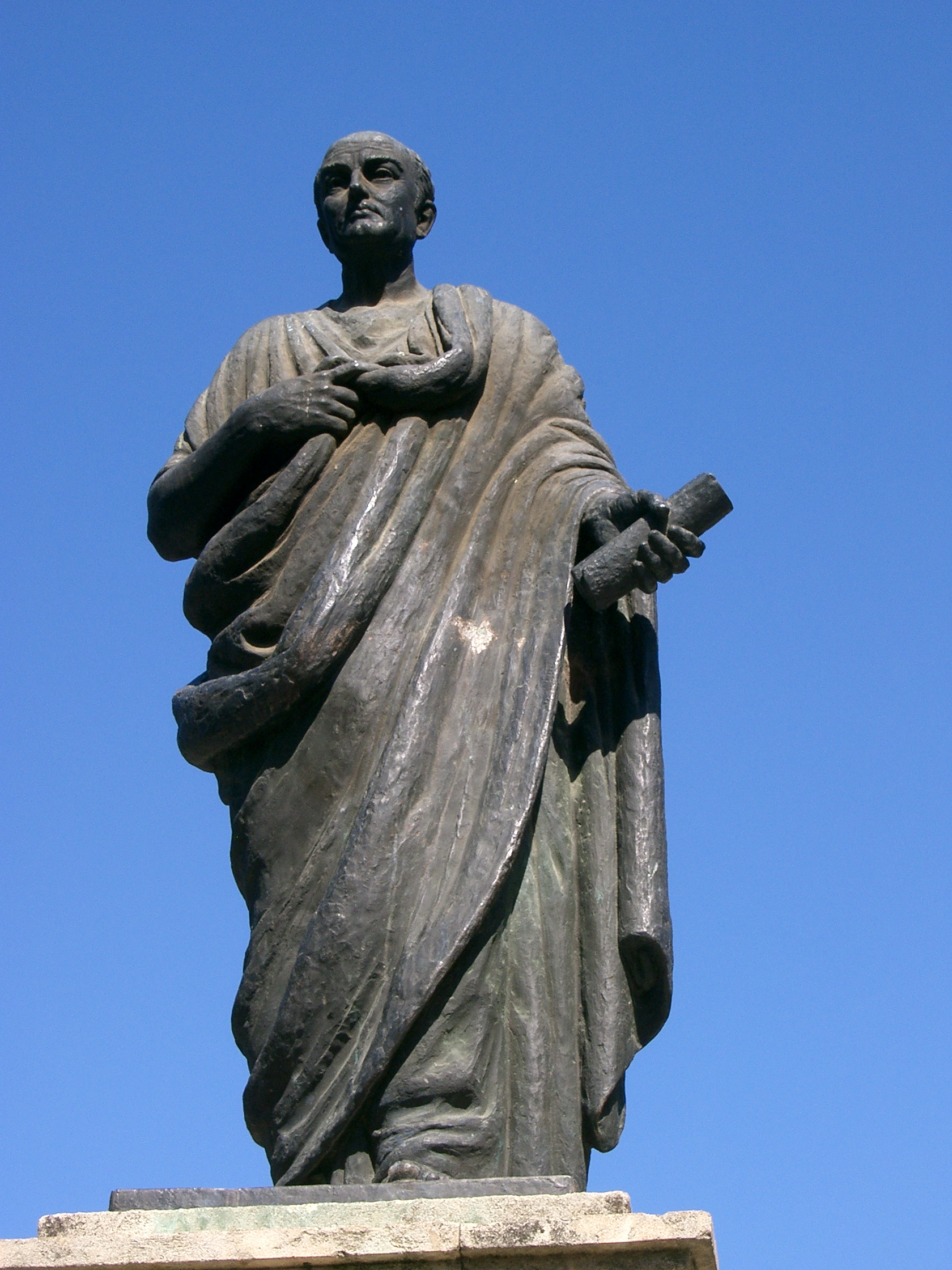
Statue moderne de Sénèque (philosophe de l'école stoïcienne.

- L'épicurisme est principalement élaboré par le poète Lucrèce. Dans son œuvre principale la Nature des choses,  il y défend des thèses matérialistes dans le but de détruire la superstition et les terreurs qui lui sont liées[5].
- Le stoïcisme compte dans ses rangs Persée de Cition, Épictète, Marc Aurèle, Sénèque, ce dernier étant le représentant le plus complet de la doctrine stoïcienne[5].

Marc Aurèle était un empereur romain, philosophe, ayant passé sa vie à faire la guerre contre les Germains et les Parthes. Il n'en a pas moins conservé un peu de temps pour rédiger ses pensées. Marc Aurèle chercha à concevoir un système naturel divin.
La philosophie romaine a aussi connu quelques pythagoriciens comme Publius Nigidius Figulus.
Le philosophe Boèce eut une place importante lors de l'invasion de l'Empire romain par les barbares. Ces derniers entraînèrent la chute de l'Empire, ce qui ne constituait plus un milieu favorable à la progression d'activités intellectuelles. Boèce tenta d'assurer la permanence du savoir antique, notamment en traduisant certaines œuvres classiques grecques en latin dans les domaines de l'arithmétique, de la logique et de la musique. Cependant cette quête interrompue dans le monde chrétien est surtout reprise par les Arabes.

### Physique, astronomie et astrologie
Les Romains sont intéressés par les constellations et leurs légendes. Le grammairien Censorinus produit ainsi l'opuscule Le jour de la naissance qui relate l'histoire de la naissance de l'homme présentant de nombreuses légendes astronomiques. Il fournit aussi les dates des jeux séculaires et établit des calendriers. Le philosophe Sénèque fait des avancements plus censés quant à l'astronomie dans son livre Recherches sur la nature.
Ils font grand usage de l'astronomie, notamment pour la tenue du calendrier. On citera Jules César, qui fait appel à Sosigène, un astronome alexandrin d'origine égyptienne, pour créer le calendrier julien afin de remplacer le calendrier du roi Numa Pompilius en 46 avant Jésus-Christ (av. J.-C). Ce nouveau calendrier ne sera modifié qu'au XVIe siècle par le calendrier grégorien et demeure pour l'essentiel le même que celui d'aujourd'hui.
L'astrologie provenait du Moyen-Orient et était intimement incorporée dans la pratique à l'astronomie. On note ainsi les influences de Nigidius Figulus, qui met en place les décans qui découpent les mois en différents signes et serait à l'origine des domiciles planétaires, et Julius Firmicus Maternus, qui aurait donné un sens à chacun des degrés monomères.
Cependant les doctrines astrologiques qui prétendaient prédire l'avenir étaient parfois une pratique dangereuse du point de vue de la politique. C'est pourquoi ces doctrines entraînent la promulgation d'un édit d'expulsion de tous les astrologues en 139 av. J.-C. Un autre événement montrant la dangerosité de l'utilisation de l'astrologie à cette époque est le décret pris par l'empereur Auguste (Ier siècle av. J.-C.), qui sous peine de mort, interdit d'établir l'horoscope d'un empereur de son vivant. Notons également Tacite, qui explique la clarté des nuits polaires par la platitude des contrées extrêmes de la Terre[réf. souhaitée].

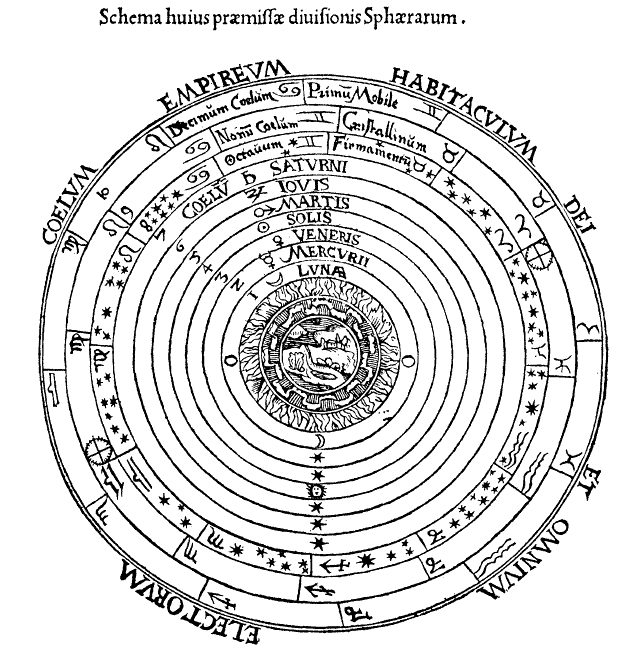
Système de Ptolémée.

L'astronome le plus connu de l'époque romaine est Claude Ptolémée (IIe siècle). Dans son œuvre l'Almageste, on retient l'idée que la Terre, située au centre de l'Univers, est un objet immobile, autour duquel se meuvent tous les autres objets, tels que le Soleil et les planètes. Il consolide donc la théorie du géocentrisme, qui ne sera remise en cause sérieusement qu'au XVIe et XVIIe siècles.
Au Ve siècle ap. J-C., la philosophe, mathématicienne et astronome Hypatie d'Alexandrie aurait également eu une certaine influence dans les domaines mathématique et astronomique, bien que les traces de ses travaux demeurent limitées.

### Géographie et cartographie
À cette époque, la carte d'Ératosthène couvre pratiquement la totalité des régions qui forment l'Empire romain. Les progrès dans ce domaine sont limités et seulement quelques rectifications sont acceptées, notamment au Nord de la Gaule et de la Germanie, ainsi qu'au niveau de la Grande-Bretagne.

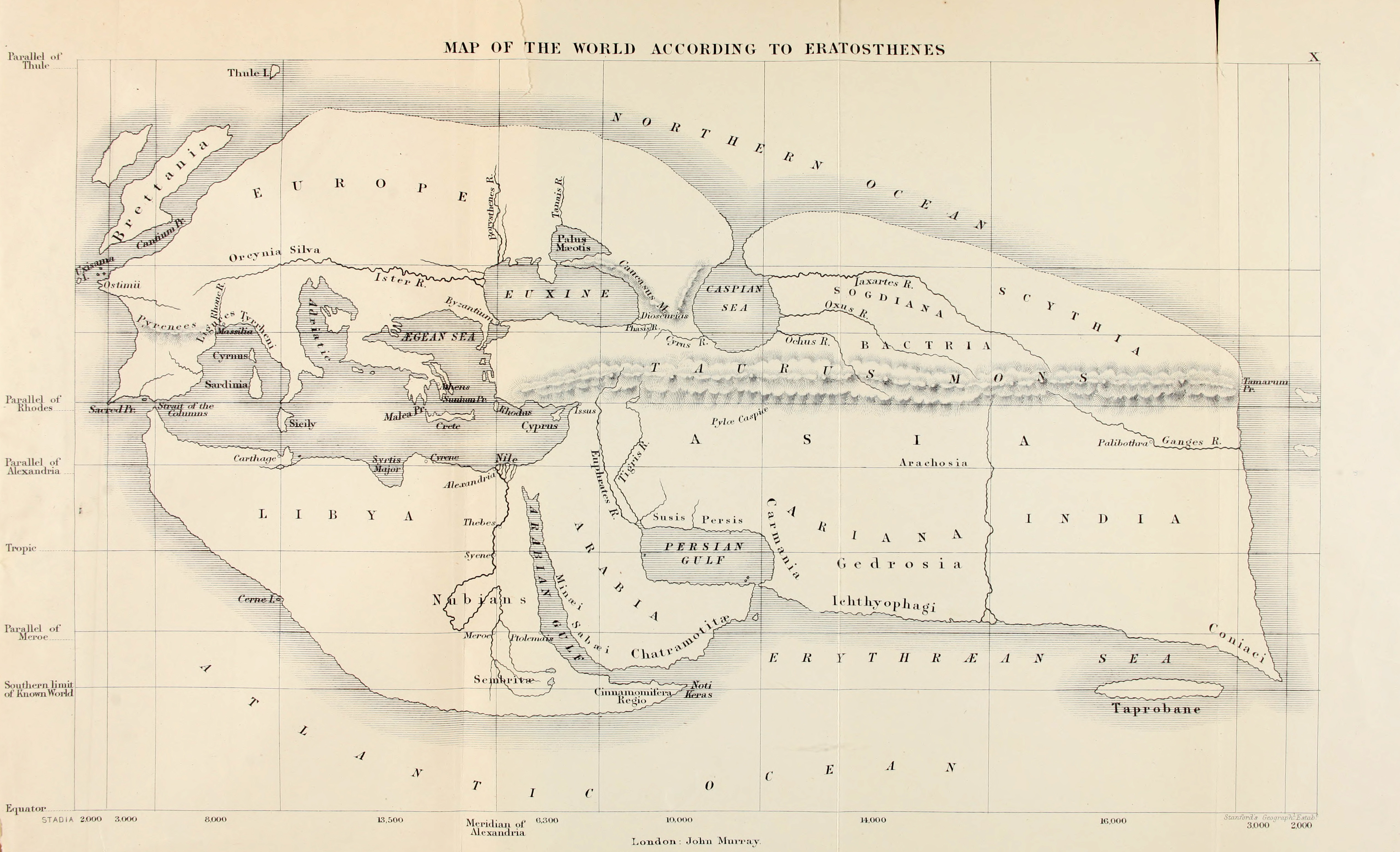
Carte d'Eratostène.

Pomponius Mela est le premier géographe romain. Il reprend la théorie des cinq zones climatiques, dont seulement deux étaient habitables, et affirme l'existence des Antichthones (en). Il dresse la première carte où figure la région de la Baltique. Comme la plupart des géographes classiques, il conçoit le continent comme étant entouré par la mer et ne s'étendant pas très loin au sud.
Le géographe grec Strabon présente dans ses livres d'histoire la place[Quoi ?] des individus qui proviennent de différentes régions du monde connu à son époque. Décrivant les débuts de la romanisation en Gaule, il cite quelques éléments de paysage et de vie commune dans ses livres III et IV. Il possède une compréhension remarquable de la géographie historique. Dans de nombreux passages de ses livres, il mentionne sa conception de l'influence de la géographie et du climat sur un peuple comme étant une quête très complexe et très difficile qui ne doit pas être interprétée comme un impact direct de la nature sur l'Homme, mais plutôt comme une influence variable en tenant compte des techniques industrielles et politiques. La compréhension de ces principes démontre le caractère d'observateur de Strabon au niveau du progrès de la civilisation classique chez les peuples les moins évolués. Sa Géographie est une de ces œuvres de grande envergure ayant survécu presque toutes ces années sous sa forme originale, bien que peu connue de son vivant et ne commençant à être citée qu'à partir du Ve siècle.
Notons également les historiens romains Salluste et Tacite, qui donnent d'importants renseignements géographiques sur l'Afrique du Nord, la Grande-Bretagne, la Germanie et la Scandinavie.
La cartographie progressa avec l'œuvre de Marcus Vipsanius Agrippa qui, à la demande d'Auguste créa l'orbis terrarum qui servit de modèle à la table de Peutinger. La Forma Urbis Romae, créée entre 203 et 211, est le premier exemple de plan de ville. Ce dernier représente une gigantesque carte de la ville de Rome. 

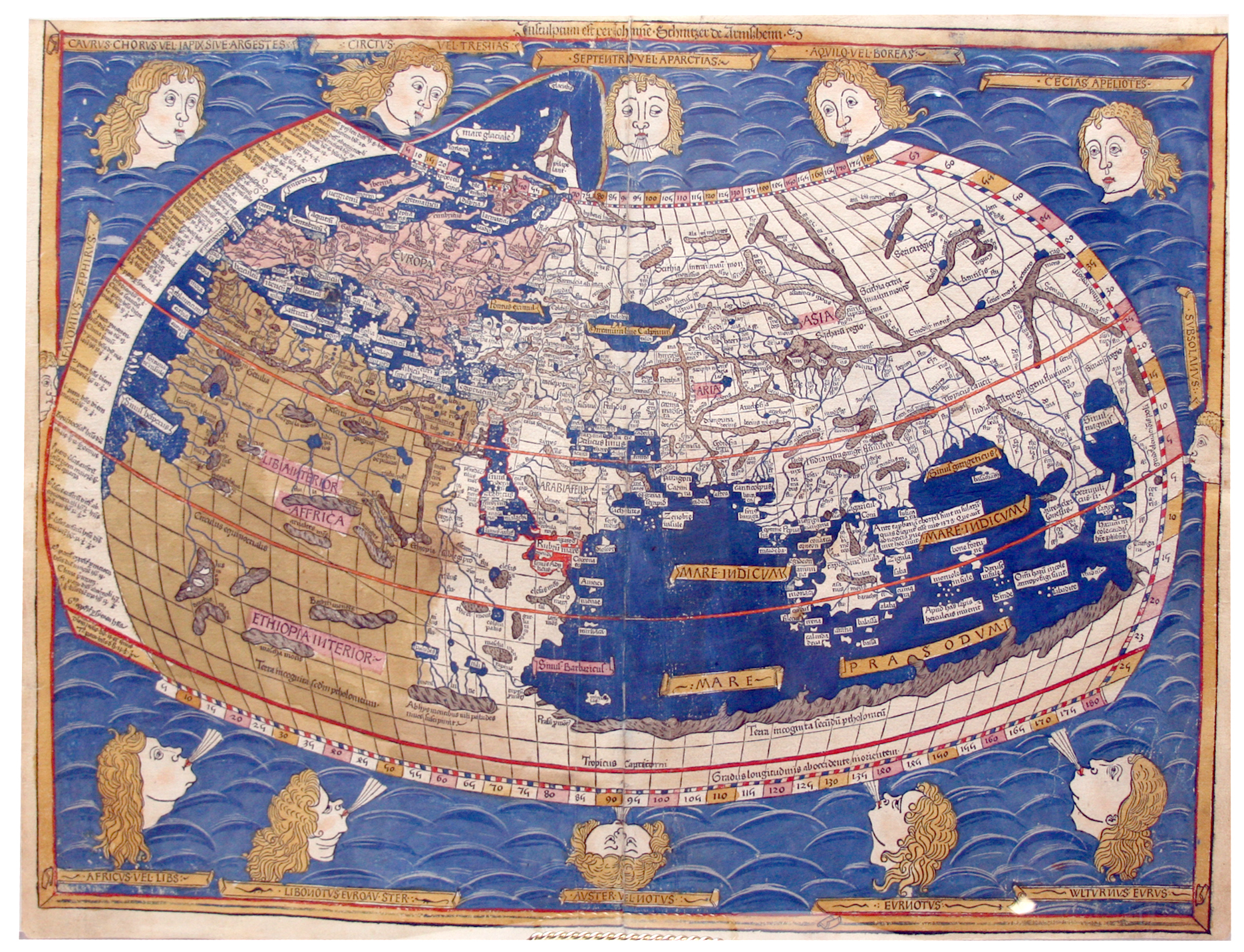
Carte de Ptolémée réalisée au XV.

Claude Ptolémée, connu pour ses travaux en astronomie, participe également à l'amélioration des connaissances géographiques. Tout comme Strabon, il publie un ouvrage appelé Géographie, regroupant les connaissances géographiques de l'époque, couvrant la totalité du monde connu. Dans les différents livres que contient cette œuvre, Ptolémée présente des listes topographiques et des coordonnées répertoriant 8 000 endroits d'Europe, d'Asie et d'Afrique.
Enfin, notons que Pline l'Ancien publie la carte de l'Arménie et de la mer Caspienne.

### Mathématiques et géométrie

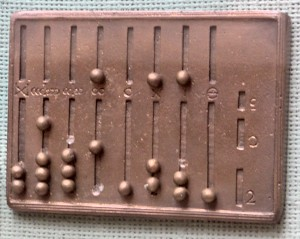
Abaque romain.

Les Romains écrivaient les nombres avec des chiffres représentés par des lettres I, V, X, L, C, D et M. Pour le calcul, ils utilisent une planche à compter appelée abaque. Il s'agit d'une table, divisée en colonnes dont chacune représente une puissance de dix, dans l'ordre décroissant de gauche à droite. D'autres colonnes viennent parfois s'ajouter pour représenter les fractions. Le principe est simple, il suffit de placer autant de galets ou de jetons que l'on désire dans les différentes colonnes pour représenter le nombre voulu, puis d'en ajouter ou d'en retirer en fonction de l'addition ou de la soustraction à effectuer. La multiplication, quant à elle, est conçue comme une addition plusieurs fois renouvelée du nombre de départ ; ou il était possible d'utiliser la pratique de duplication avec la méthode de multiplication égyptienne. 
Les Romains ne possédaient pas une écriture en numération décimale mais cet outil démontre qu'ils comprenaient le principe. Le calcul complexe sur l'abaque est tout de même une procédure longue et complexe, de surcroît, les calculs sont effacés au fur et à mesure : toute erreur potentielle est ainsi impossible à retrouver.

Théorème de Ptolémée.

Dans ces domaines, l'influence de Claude Ptolémée est importante, il mit au point le théorème portant son nom, qui est une relation algébrique entre les longueurs des diagonales et des côtés  d'un quadrilatère, équivalente à l'inscriptibilité de ce dernier dans un cercle. 
Héron d'Alexandrie est un ingénieur, mécanicien et mathématicien grec du Ier siècle. Il est l'inventeur de la formule et de la méthode de Héron. La formule de Héron permet de calculer l'aire d'un triangle sans utiliser ses hauteurs. Quant à sa méthode, elle est un moyen d'approcher la valeur de la racine carrée d'un nombre de manière récursive.

### Sciences naturelles

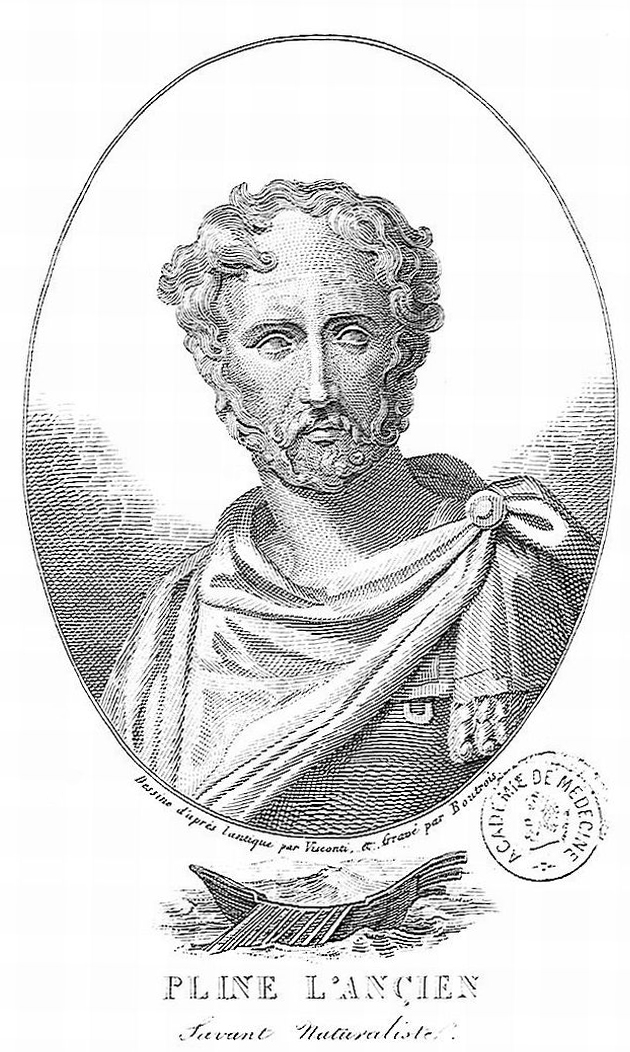
Pline l'Ancien.

L'Histoire naturelle de Pline l'Ancien présente de manière très complète les sciences naturelles. Cette œuvre rassemble les différentes études d'écrivains, recueillant ainsi de nombreuses connaissances dans les domaines de la géographie, l'anthropologie, la botanique, la zoologie, la médecine, la minéralogie et l'art. Cette encyclopédie a été pendant longtemps une référence en science.

## L'évolution des techniques
Les techniques romaines pouvaient s'appuyer sur des sciences comme la géométrie et la statique, cependant elles ne restaient pas moins de la science appliquée. Le savoir technique est avant tout tiré de l'expérience et de l'ingéniosité des Romains, qui font preuve d'un intérêt et d'une inventivité très poussée. Ils sont en effet confrontés à la résolution des problèmes qui se posent aux civilisations urbaines et militaires, ce qui constitue leur principale stimulation.
À noter que les Romains disposent d'un grand nombre d'instruments d'arpentage, de visée, d'estimation des hauteurs et des distances ainsi que de vérification des niveaux. Cependant ces instruments sont utilisés à l'œil nu du fait de l'inexistence d'appareils optiques, qui ne font leur apparition qu'au début du XVIIe siècle.

### Architecture
Il reste des vestiges architecturaux importants des réalisations de la Rome antique. Le document De architectura, rédigé par l'architecte Vitruve au début de l'ère chrétienne, est le plus important ouvrage du domaine. Il regroupe l'ensemble des techniques liées à la construction d'édifices et aux machines. Si les Romains sont sans conteste les plus grands ingénieurs civils de l'Antiquité, c'est surtout leur contribution remarquable dans l'organisation et dans l'administration de très grands projets d'ingénierie, et non pas pour leur grand nombre d'innovations.
L'architecte est le technicien par excellence à Rome, au statut social supérieur à celui des artisans. Il détient un rôle équivalent à celui de l'ingénieur moderne. Il est un concepteur et un organisateur de travaux. À la différence des artisans et des autres techniciens, l'architecte est un lettré ayant des connaissances dans diverses disciplines, notamment en géométrie, en calcul, en optique, en acoustique, en philosophie, en histoire, en astronomie et en médecine. Ces différents savoirs ne sont pas superficiels car ils sont utiles dans la conception des villes, des habitations, des temples, des théâtres, des ports et des monuments. La compétence d'un architecte regroupe tous les domaines de ce que nous appelons aujourd'hui le génie civil et le génie mécanique. 
Selon Vitruve, l'architecture comporte trois catégories :
- La construction de bâtiments
- La gnomonique
- La mécanique.

Les activités techniques employées dans l'architecture étant de plus en plus importantes et reconnues apportèrent une dénomination particulière et nécessitèrent une formation spécifique. 
On retrouvait notamment :
- Les arpenteurs
- Les spécialistes de la mesure des niveaux et des opérations de nivellement
- Les mécaniciens, ingénieurs militaires responsables de la construction des engins de guerre tels que la catapulte, etc.

Les Romains étant de plus en plus à l'étroit dans les fortifications de l'Empire, les villes doivent avoir recours à l'usage de la pierre afin de construire davantage en hauteur. La brique et le bois sont alors remplacés pour la construction d'édifices importants, notamment pour l'édification d'immeubles d'habitations. Cependant l'utilisation de la pierre nécessite la mise au point d'outils de levage, du fait de la lourdeur de ces dernières. Des systèmes comme la louve et des grues complexes sont alors élaborés.

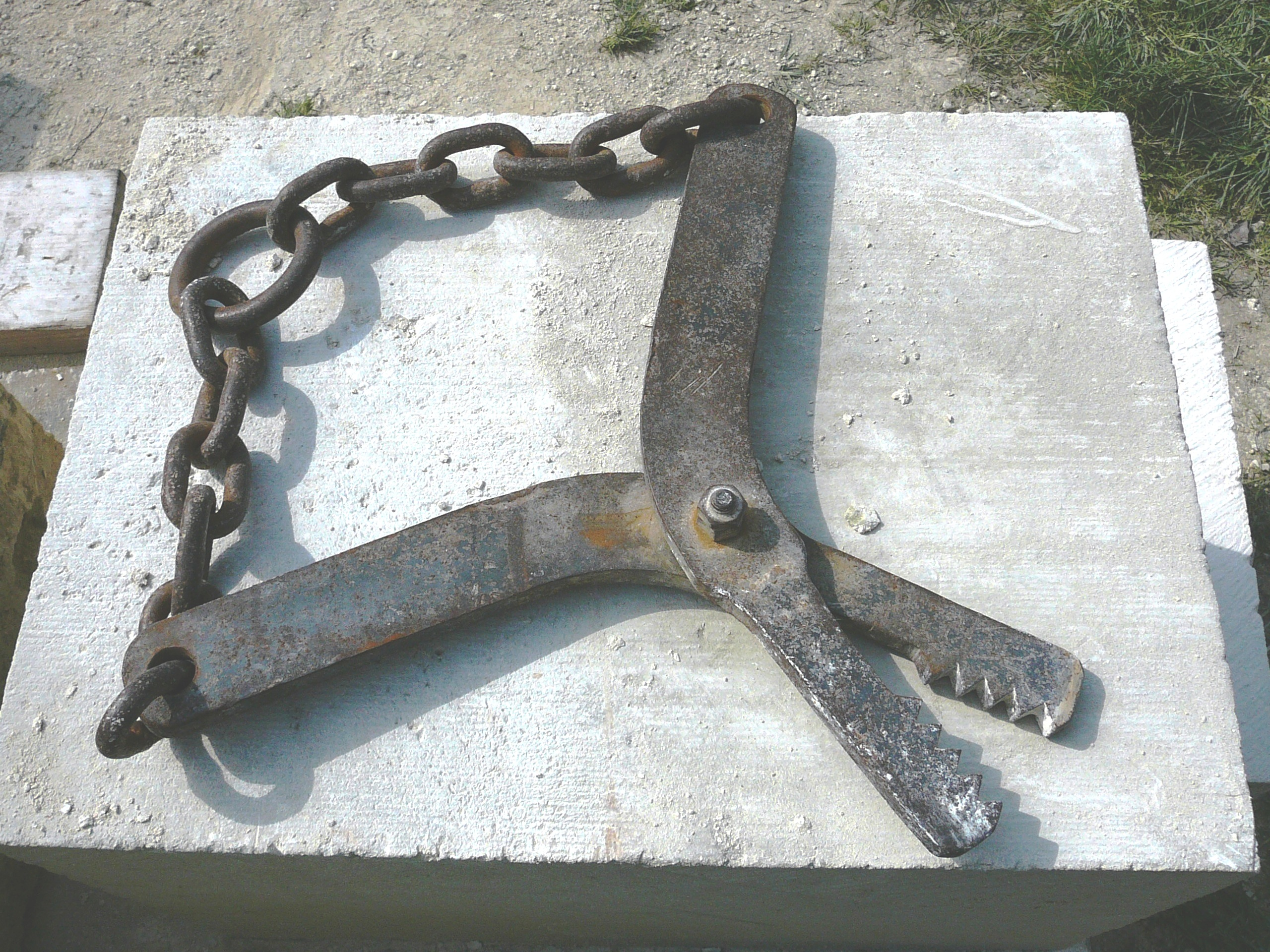
Louve, outil utilisé à l'Antiquité pour soulever des pierres.
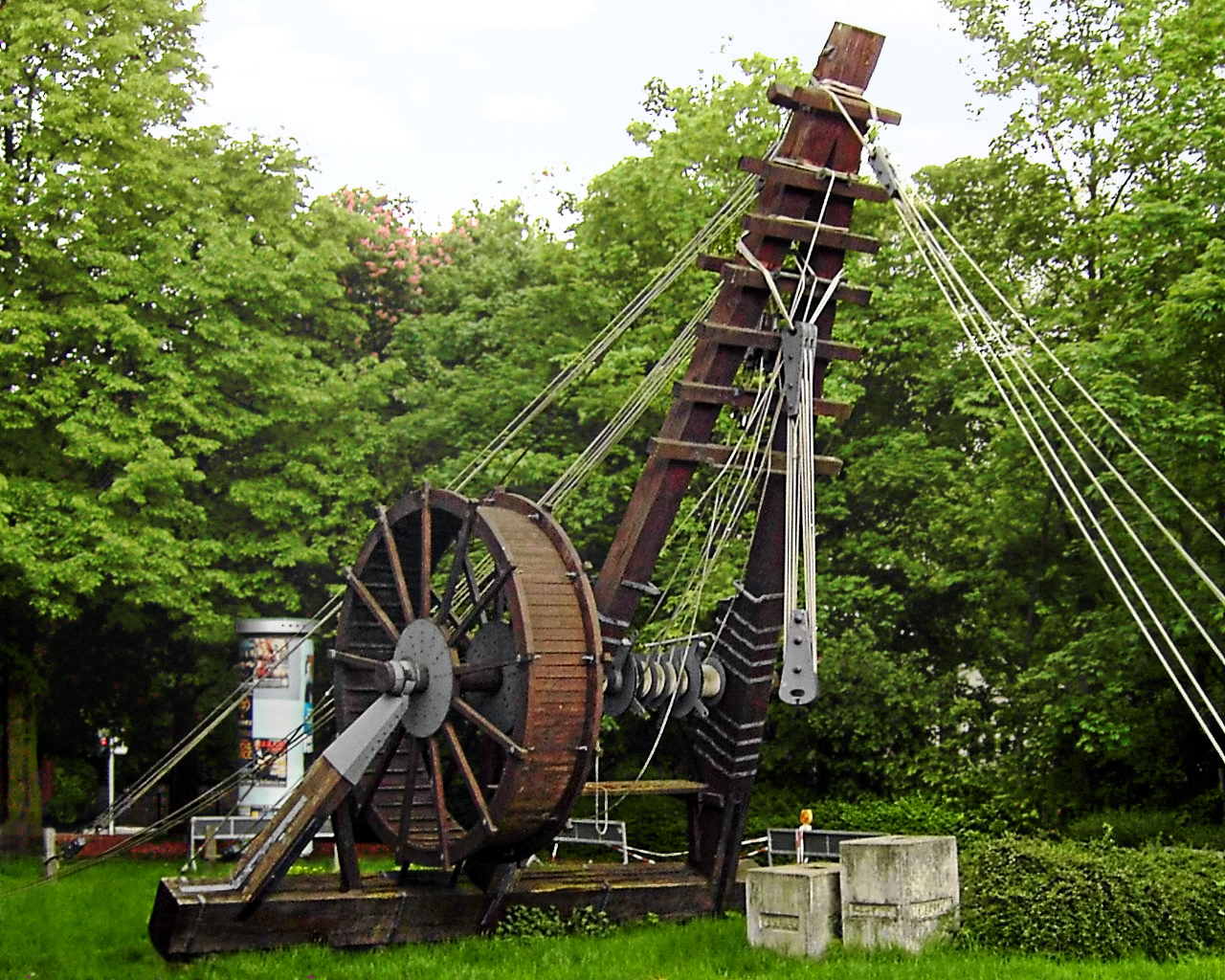
Reconstruction d'une grue romaine.

Parmi les ouvrages de l'époque, on retiendra également la construction du tunnel d'Eupalinos, dirigée par l'architecte Eupalinos de Mégare au VIe siècle av. J.-C., reliant à travers une montagne un lac et la ville de Samos en contrebas.

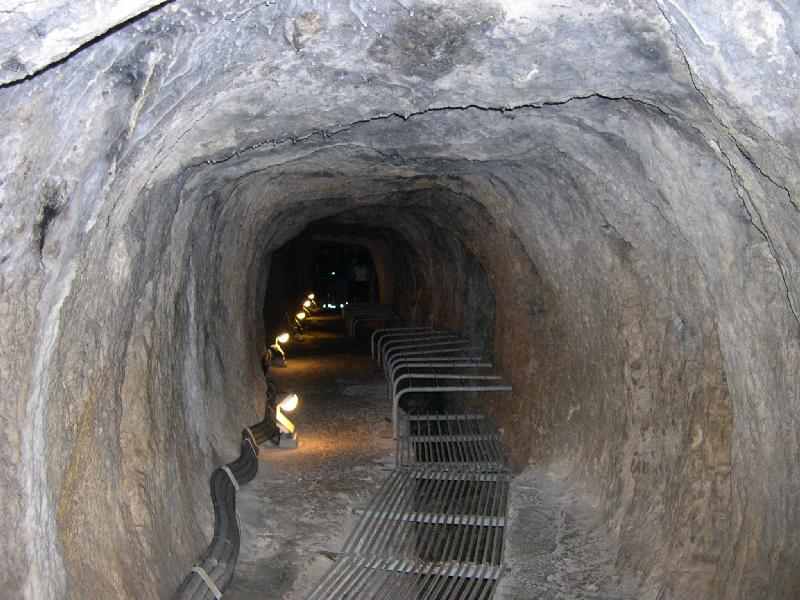
Intérieur du tunnel d'Eupalinos.

### Aqueducs
Les constructions les plus impressionnantes de cette époque sont celles liées à l'adduction d'eau. Les Romains appliquent ainsi leurs connaissances en géométrie pour, par exemple, calculer la pente des aqueducs permettant à l'eau transportée de s'écouler régulièrement.
Le traité Les Stratagèmes. Aqueducs de la ville de Rome de Julius Sextus Frontin (Ier siècle) présente différentes techniques développées à ce niveau. Du fait de la croissance de la population, les besoins d'approvisionnement en eau potable grandirent ce qui conduisit les Romains à construire 12 aqueducs seulement pour Rome, dont le premier est construit en l'an 312 avant notre ère. Finalement, les aqueducs de la ville s'étendaient sur 500 km, dont certains sont sur voûtes. Ce sont en fait des conduits de maçonnerie ou des tuyaux de plomb ou de terre cuite qui permettaient le passage de l'eau sur les aqueducs. 
L'installation des aqueducs par les Romains s'est ensuite étendue dans les provinces conquises telles que la France, l'Espagne, l'Afrique du Nord et au Moyen-Orient, où sur un grand nombre d'entre eux sont construits des barrages. Ces derniers sont une innovation romaine, permettant de créer un bassin permettant la régularisation de l'apport d'eau. Les Romains mettent également au point le pont-aqueduc, une nouveauté romaine qui possède deux fonctions. Il sert à la fois à l'adduction de l'eau et à la circulation des personnes. Celui traversant la vallée du Gard en est un exemple remarquable, d'une hauteur de 50 m avec trois étages d'arches.

Pont de la vallée du Gard.
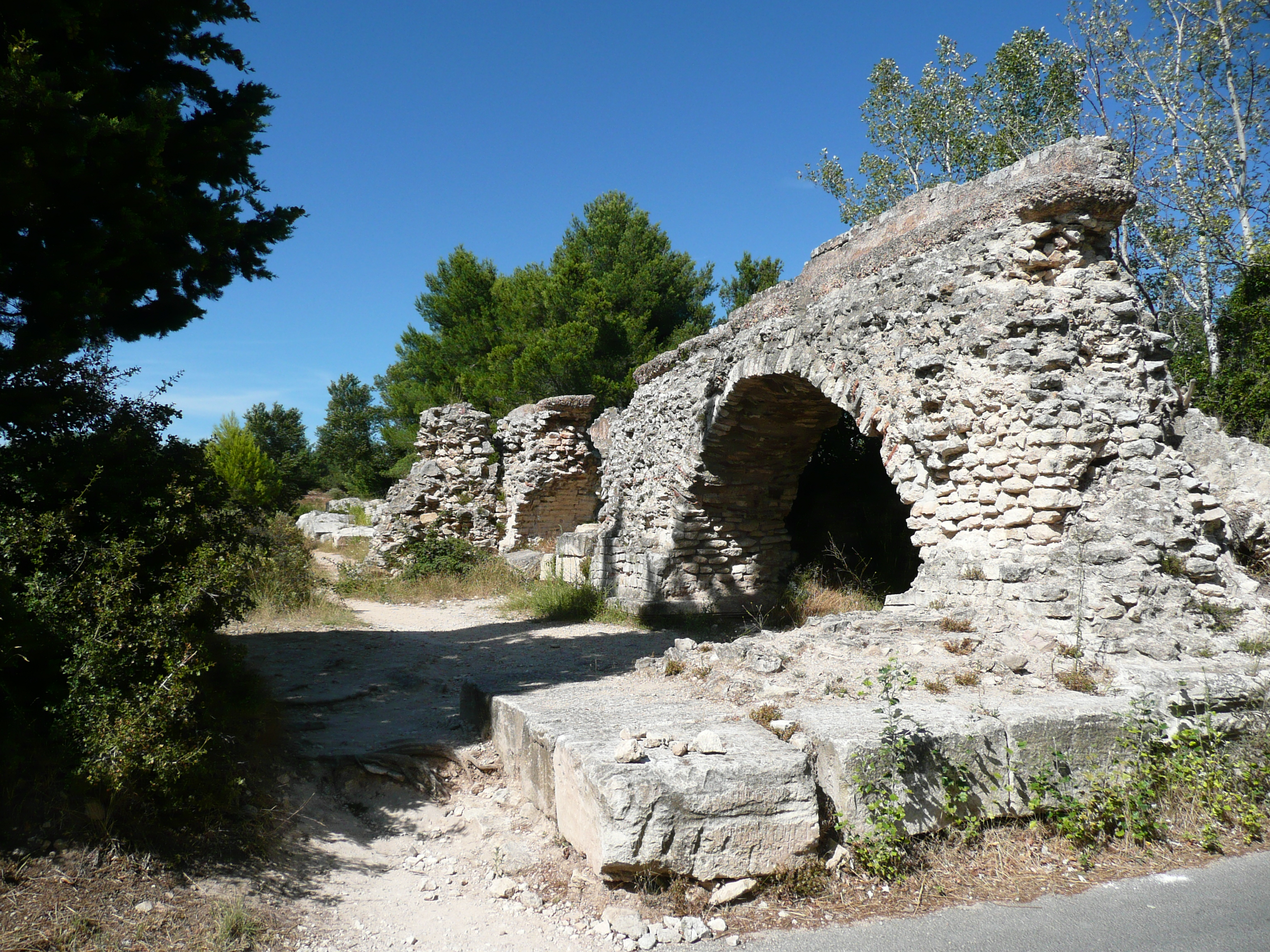
Aqueduc de Barbegal.

Une autre installation spectaculaire est celle de l'aqueduc et des moulins de Barbegal, située à Fontvieille, établie par les Romains au début du IVe siècle. Elle constitue un complexe romain de meunerie hydraulique, alimentée par un aqueduc de 17 km, l'eau ainsi acheminée mettait en action 16 grandes roues à eau, chacune faisant tourner une meule. Cette innovation permit la production d'environ 4,5 tonnes métriques de farine par jour. Par cette invention, les Romains ont remédié aux conditions climatiques sèches d'une partie de l'année ainsi qu'au faible débit des cours d'eau qui ne permettaient pas d'établir des meuneries. 

### Routes

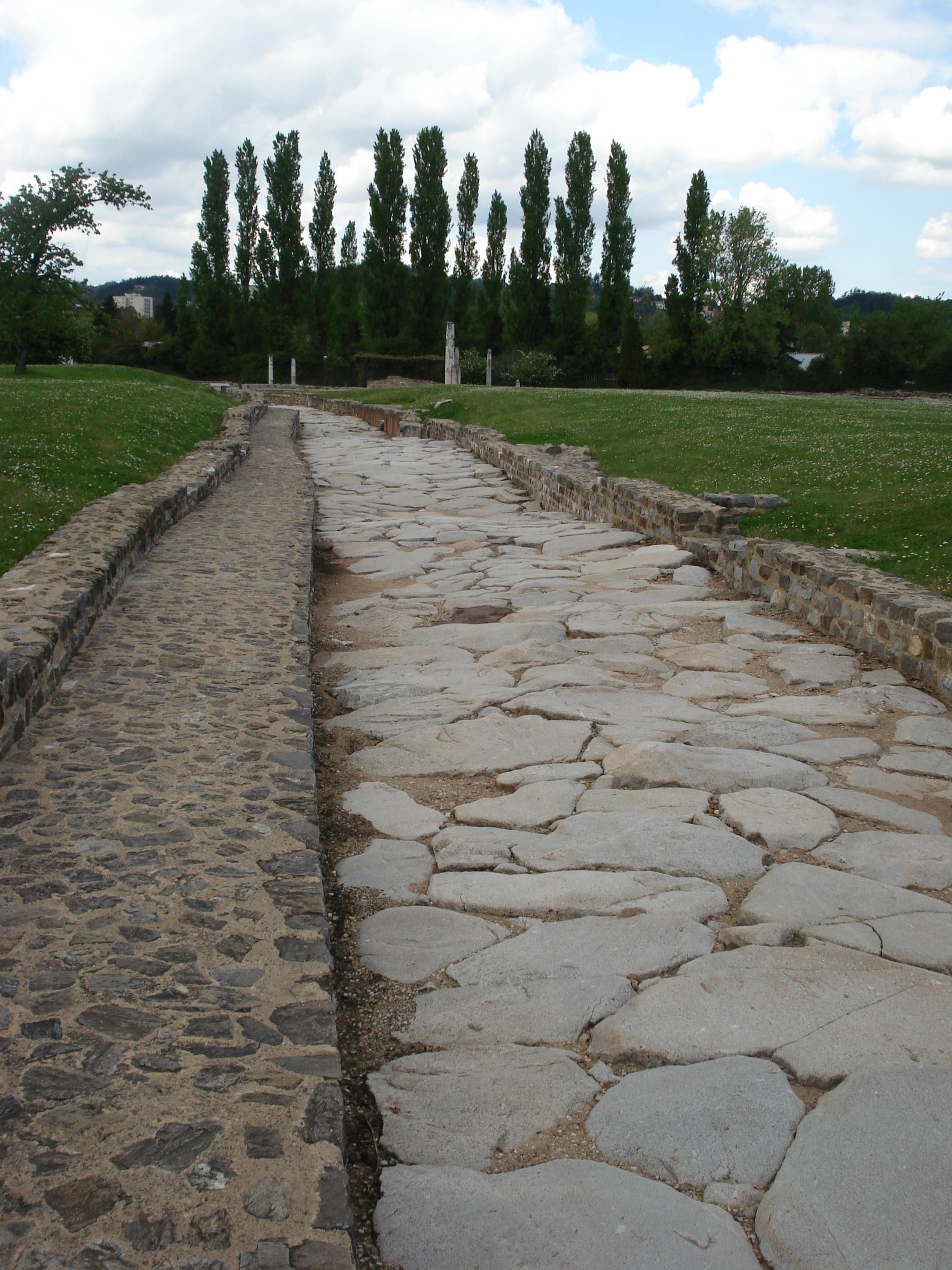
Voie romaine en granite à Saint-Romain-en-Gal (Rhône) près de Vienne (Isère).

Les Romains sont également connus pour l'édification de routes. Ils accordèrent beaucoup d'importance à leur réseau de communication terrestre car l'approvisionnement en nourriture et en marchandises leur est aussi crucial que celui de l'eau. Notamment pour ce qui est du blé, du fer, de l'étain, du cuivre ainsi que d'une grande partie des peaux et du cuir dont Rome avait besoin. 
Les Romains construiront plus de 90 000 km de routes et 200 000 km de voies et chemins secondaires. Les routes sont de bien meilleure qualité que celles réalisées par les Grecs. Ces dernières se transformaient en bourbier à la moindre averse[réf. souhaitée].

### Les machines
Les Anciens utilisent surtout les cinq machines simples pour effectuer leurs travaux de construction :
- le levier
- la poulie
- le treuil
- la vis
- le coin

Cependant ils savent construire des machines complexes. L'ingéniosité romaine est surtout mise à contribution dans les domaines de l'adduction et du pompage de l'eau, notamment par l'invention par Archimède de la vis, qui sert dans l'irrigation des champs ou pour le pompage de l'eau en dehors des mines. Plus perfectionnée encore, la pompe inventée par Ctésibios, au IIIe siècle av. J.-C., fait usage de cylindres, de pistons et de valves. Ces pompes sont surtout utilisées sur les navires pour aspirer l'eau qui s'infiltrait dans la coque des bateaux. 
Quelques grands traités sur les machines subsistent, notamment les Problèmes mécaniques, issus de l'école d'Aristote, où il est question de l'usage des machines relativement simples telles que le levier et les poulies. Aussi, Héron d'Alexandrie établit des machines assez curieuses et complexes dans les domaines de la mécanique et de la pneumatique, dont le but est surtout d'étonner ses contemporains. Dans son œuvre Mécanique, il aborde les automates et son livre Pneumatique traite de l'air comprimé, des siphons et de la vapeur. Cependant, de nombreux écrits plus anciens ne furent pas retrouvés, comme ceux de Ctésibios.

#### Absence du machinisme
Les Romains utilisaient des machines simples et trouvaient des moyens de les combiner, cependant cela n'a pas donné lieu à de nouvelles innovations radicales. L'absence de développement du machinisme dans le monde antique a donc soulevé de nombreuses questions. En effet, les Anciens eurent l'idée d'employer des roues à palettes pour mesurer la distance parcourue par les navires, ils fabriquèrent des machines utilisant des engrenages. Ils savaient également combiner des pièces de mécaniques comme le démontre la pompe de Ctésibios et Héron mit au point un appareil utilisant la vapeur d'eau afin de faire tourner des figurines autour d'un axe, mais ils ne développèrent pas le machinisme.
Une première hypothèse implique des raisons idéologiques, notamment le mépris qu'avaient les Romains pour les activités manuelles et la subordination qu'ils exprimaient à l'égard des gens qui les exerçaient. Cependant cette incapacité des Romains à donner naissance au machinisme découlerait plutôt de raisons socio-économiques : l'existence du travail servile aurait conduit au mépris des activités manuelles et techniques. En effet, l'esclavage joua un rôle important à Rome. Il y aurait eu 2 millions d'esclaves en Italie à la fin de la République, au Ier siècle, soit 35 % de la population. Ces esclaves provenaient généralement des conquêtes, ils sont donc principalement d'origine européenne ou natifs d'Asie mineure et d'Afrique du Nord. Ils facilitèrent la tâche des Romains pour ce qui est de la gestion de l'Empire, la plupart travaillaient comme artisans, mais certains sont médecins, instituteurs ou employés dans l'administration impériale. Cette abondance de main-d'œuvre servile aurait fait en sorte qu'il n'y avait aucune raison de mettre au point des techniques pour faciliter le travail. Néanmoins, leur présence ne suffit pas à expliquer l'absence de machinisme. Les esclaves ne sont pas bon marché et leur entretien est relativement coûteux, les utiliser de manière plus rationnelle, notamment en les dotant de moyens plus efficaces pour travailler, n'aurait pas été à négliger. L'esclavage n'empêcha d'ailleurs pas l'invention du moulin à eau, ce qui prouve qu'il n'y a pas de réelle opposition entre l'esclavage et les progrès techniques.

### Emploi de la force animale
La force animale est utilisée sur terre pour le transport de marchandises. Les Romains utilisent surtout le bœuf, l'âne et le mulet. Ces derniers sont moins coûteux à entretenir et à alimenter que le cheval et moins délicats car ils se laissaient charger plus facilement. Aussi, la technique d'attelage sur l'encolure de la bête permettant à celle-ci de tirer des charges, convenait davantage au bœuf qu'au cheval. C'est le joug qui est utilisé pour les bœufs, cependant il ne permettait pas à la bête de donner toute sa puissance puisque ce n'est pas le front qui pousse mais les cornes qui tirent. 
Le cheval avait surtout une fonction militaire, il est utilisé dans la cavalerie. Cependant l'absence d'étrier à cette époque présente un désavantage pour la cavalerie, elle ne pouvait faire l'usage de la lance en raison du manque de stabilité. Le cheval n'est donc attelé qu'au léger chariot de guerre aux roues armées de faux transportant les archers. Les Romains conservèrent la lanière de traction pour les chevaux, cependant un décret limite la charge à tirer à environ 500 kg par animal car au-delà, elle asphyxie ce dernier.

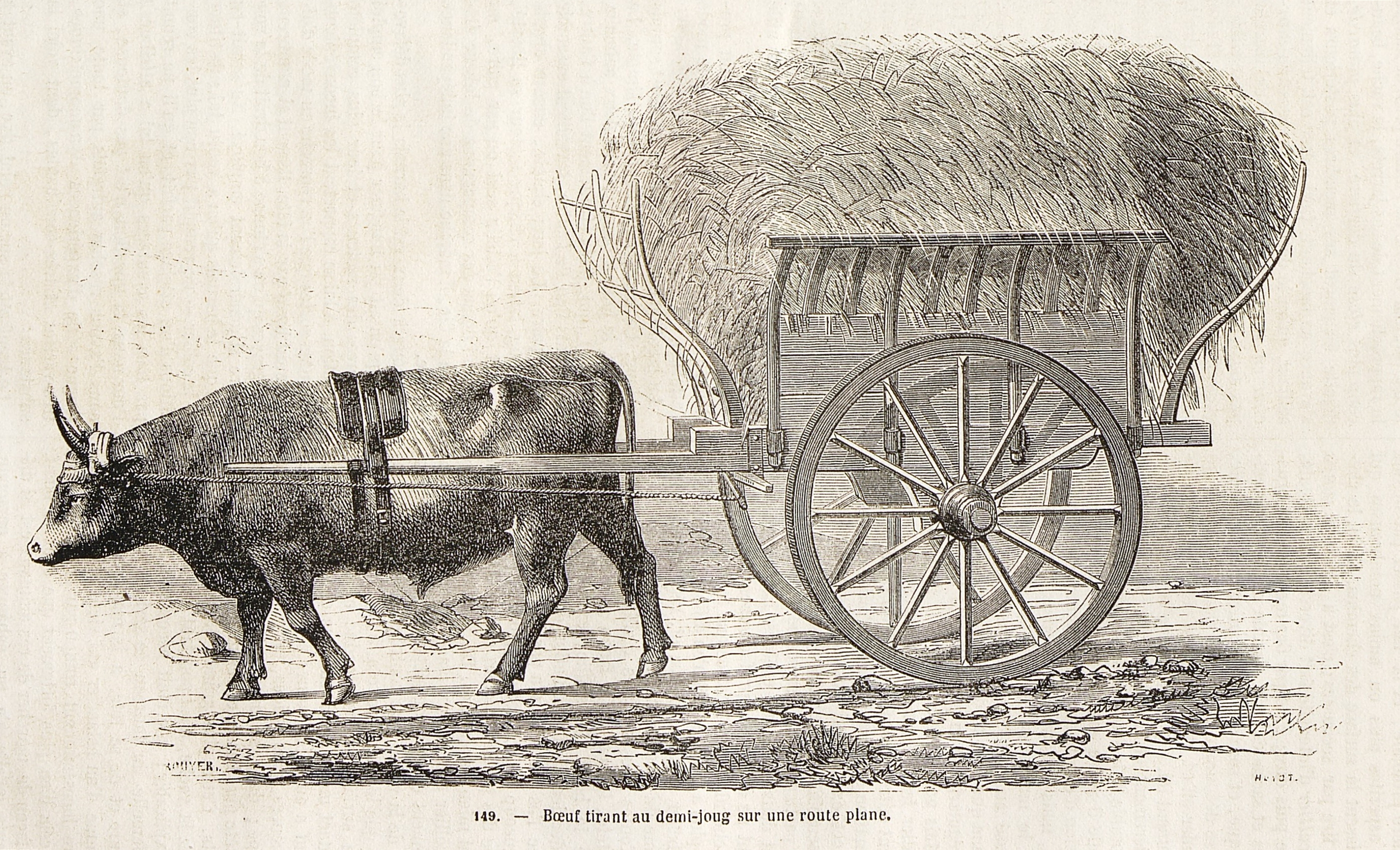
Bœuf tirant un chariot de paille à l'aide d'un joug.

### Emploi des forces naturelles
L'énergie éolienne est mise à profit en navigation, mais de manière très imparfaite car aucune amélioration notable n'a été recensée.
Le moulin à vent utilisé comme moyen de production d'énergie est restée inconnu de l'Antiquité. Selon Vitruve, l'action du vent est perçue comme imitateur du son des instruments que l'homme touche.

### Militaire

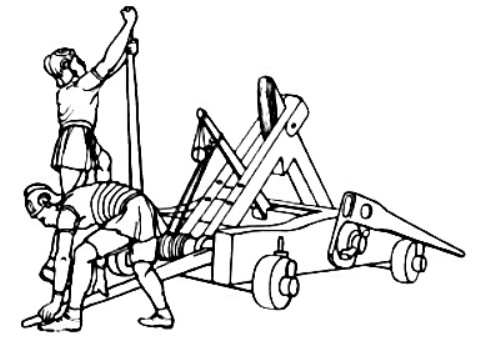
Onagre romain.

L'histoire romaine est avant tout l'histoire de la conquête qui s'ensuivit par le contrôle d'un empire, les techniques militaires sont alors très étudiées à Rome. Les Romains furent de grands innovateurs en matière de stratégie et de tactique militaire. Néanmoins ils ne construisirent pas de machines dans ce domaine. Ils améliorèrent plutôt les inventions des Grecs. Ils s'inspirèrent notamment de celles établies par Philon de Byzance et Héron d'Alexandrie, qui tous deux rédigèrent des traités sur la construction de catapultes. Comme cité précédemment, à Rome, c'est le mécanicien qui se chargeait d'entretenir ces machines. D'autres plus perfectionnées, telles que l'onagre, ont eu un rôle important dans l'histoire de la technique car elle a donné lieu à quelques premières tentatives de formulation de principes. Cela se voit dans le Traité des machines de jet écrit par Philon, ce dernier insiste sur certains points techniques à respecter dans l'élaboration de ces machines.